# Roșia Montană, Alba
Roșia Montană (în germană Goldbach, în maghiară Verespatak, în latină Alburnus Maior) este satul de reședință al comunei cu același nume din județul Alba, Transilvania, România.
Pe Harta Iosefină a Transilvaniei din 1769-1773 (Sectio 137), localitatea apare sub numele de „Veres Patak” (traducere în limba română „Pârâul Sângeriu [Roșu]”).
Este situată în Valea Roșiei, străbătută de râul Roșia. Râul Roșia este bogat în minerale, în special fier care îi dă o culoare roșiatică, de unde și denumirea comunei în română și maghiară. Culoarea roșiatică a apei se datorează mineritului excesiv ce durează de peste 2000 de ani.
Patrimoniul din Roșia Montană se bucură începând din 5 februarie 2016 de recunoașterea oficială din partea statului român a valorii sale excepționale localitatea fiind inclusă pe Lista Indicativă a României pentru Patrimoniul Mondial UNESCO, iar din 2021 se află pe lista Patrimoniul Mondial UNESCO. Totodată, Roșia Montană a fost listată și în rândul Patrimoniului Mondial în pericol (List of World Heritage in Danger).
În urma acestor măsuri, este interzisă pe viitor orice activitate minieră la Roșia Montană.

## Istorie

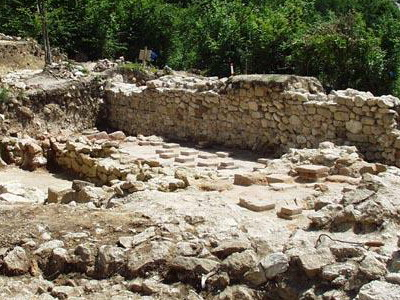
Ruinele cetății romane Alburnus Maior

Localitatea are o existență milenară, fiind cunoscută încă dinaintea cuceririi Daciei, amintită de Herodot, Pliniu, Titus Liviu și este una din cele mai vechi localități cu tradiție în exploatarea metalelor prețioase din Europa.
A fost înființată de către romani în timpul domniei lui Traian ca oraș minier cu coloniști din Iliria.
Era cunoscută sub numele de Alburnus Maior. Primul document în care s-a specificat acest nume este o tablă din ceară ce datează din 6 februarie 131.
În ruinele fostei cetăți, arheologii au descoperit locuințe, morminte, galerii miniere, unelte pentru minerit, multe inscripții în limba latină și greacă și 50 de tăblițe cerate. Multe din descoperirile arheologice pot fi văzute în Muzeul Mineritului din Roșia Montană. Din istoria mineritului se mai poate aminti că pe valea Roșiei erau șteampuri care funcționau asemănător morilor de apă, fiind folosite pentru măcinarea minereului, în perioada anului când pe valea Roșiei debitul apei era insuficient pentru șteampuri, se deschidea stăvilarul unui lac (tău) artificial.
Roșia Montană a cunoscut și trăit toate evenimentele istoriei românilor: În anul 1784 casele exploratorilor au fost distruse de către revoluționarii lui Cloșca, născut în satul Cărpiniș, iar în timpul revoluției din 1848 Avram Iancu a avut aici pe Simion Balint, unul din cei mai devotați revoluționari.
Aici s-a născut și a copilărit Iulia Faliciu, soția lui B.P. Hasdeu și mama poetei Iulia Hașdeu. B.P. Hasdeu a cunoscut-o în anul 1865, în casa protopopului Simion Balint.

## Populația
Din punct de vedere confesional, majoritatea locuitorilor sunt de religie ortodoxă (1571 locuitori). Urmează religia romano-catolică cu 154 de credincioși. Alte religii, precum și ateismul, sunt prezente cu procente mult mai mici. 
Populația Roșia Montana. 
| Anul | Total | Români         | Maghiari | Romi |
| ---- | ----- | -------------- | -------- | ---- |
| 1850 | 5.756 | 4.651 (81%)    | 669      | 170  |
| 1880 | 5.640 | 4.130 (73%)    | 1.452    | n/a  |
| 1890 | 5.543 | 4.037 (73%)    | 1.472    | n/a  |
| 1900 | 5.665 | 4.211 (74%)    | 1.424    | n/a  |
| 1910 | 5.165 | 3.623 (70%)    | 1.515    | n/a  |
| 1920 | 4.252 | 3.341 (79%)    | 880      | n/a  |
| 1930 | 4.362 | 3.673 (84%)    | 609      | 60   |
| 1941 | 5.409 | 4.557 (84%)    | 651      | n/a  |
| 1956 | 4.169 | 3.684 (88%)    | 416      | 63   |
| 1966 | 4.591 | 4.178 (91%)    | 317      | 87   |
| 1977 | 4.393 | 4.060 (92%)    | 157      | 168  |
| 1992 | 4.146 | 3.808 (92%)    | 104      | 228  |
| 2011 | 2.656 | 2.239 (84,29%) | 6        | 334  |

Sursa:

## Turism
Roșia Montană este situată în centrul Munților Apuseni, la poalele Munților Metaliferi la 80 km de orașul Alba Iulia, 15 km de Câmpeni și 11 km de Abrud. Aflându-se aproape de nodul rutier dintre DN74 și DN75, accesul se face cu ușurință din toate direcțiile:
Din Alba Iulia pe DN74 pe ruta Alba Iulia - Zlatna - Abrud - Roșia Montană.
Din Cluj pe DN75 pe ruta Cluj - Turda - Baia de Arieș - Câmpeni - Roșia Montană.
Din Oradea pe DN 76 și DN 75 pe ruta Oradea - Beiuș - Ștei - Nucet - Câmpeni - Roșia Montană.
Odată cu apariția controversatului Proiect minier de la Roșia Montană, mai exact odată cu începerea explorărilor aurifere din 1997, proiectele de turism au fost practic înlăturate de pe agenda autorităților locale, mizându-se exclusiv pe acest proiect aflat în totală contradicție cu conceptul de dezvoltare durabilă, obiectiv specific fiecărei comunități locale civilizate. La polul opus de gândire se afla localitățile de pe Valea Arieșului, situate pe traseul Turda - Câmpeni și Câmpeni - Albac - Horea - Beliș - Huedin s.md., în care turismul rural, alături de alte activități specifice zonei (creșterea animalelor însoțită de subvenții, culegerea fructelor de pădure, prelucrarea lemnului, etc.) s-a dezvoltat puternic în ultimul deceniu, reprezentând deja o soluție viabilă de dezvoltare pe termen lung. Odată cu punerea în exploatare a Proiectului minier de exploatare la suprafață prin cianurare există riscul ca întreg turismul din Munții Apuseni să aibă de suferit datorită imensului baraj cu cianuri și a potențialelor infiltrații în pânza freatică din întreaga zonă, fiind posibilă chiar o depopulare masivă a întregii zone.

### Prezentare
Roșia Montană este o localitate răspândită pe versanții văii Roșiei, nume căpătat datorită culorii roșiatice a apei din cauza conținutului ridicat în oxizi de fier. Situată la o altitudine de aproximativ 800 m, în valea Roșiei se îmbină culmile domoale ale dealurilor premontane cu masivele muntoase înalte pe care se mai pot vedea urme ale exploatării îndelungate.
Munții sunt acoperiți de păduri, pășuni sau fânețe dând aspectul specific Munților Apuseni. O caracteristică unică a peisajului este prezența nenumăratelor lacuri artificiale numite "tăuri". Aceste lacuri au fost create inițial pentru a folosi activității miniere iar astăzi folosesc în scopuri de agrement. Există în această localitate peste 105 tăuri, lacuri sau stăvilare (Țarina, Tăul cel Mare, Anghel, Brazi, Corna etc.) rezultat al activității miniere.
În apropierea Roșiei Montane se află două formațiuni geologice unice declarate monumente ale naturii: Piatra Corbului și Piatra Despicată. Piatra Corbului este situată pe Dealul Cârnic la o altitudine de aproximativ 950 m iar Piatra Despicată se află între Dealul Cârnic și Dealul Cetății.

### Obiective
Dealul Cetății este probabil cea mai importantă mărturie istorică, aici putând încă fi observate galeriile și puțurile din fostele mine romane. Se află la aproximativ o jumătate de oră de mers din centrul comunei. Aici s-au găsit 25 de table cerate care atestă existența milenară a oamenilor în aceste locuri. Cea mai importantă este placa nr. XVIII, singura pe care este trecută data 6 ianuarie 131 d.C. și denumirea de Alburnus Maior. A fost descoperită în anul 1854 și în prezent se află expusă în Muzeul Mineritului din incinta fostei exploatări miniere. Este și locul amplasării cetății Alburnus Maior.
Cetatea Alburnus Maior se află pe Dealul Cetății în apropierea fostelor exploatări romane și a reprezentat punctul de apărare al localității și ale exploatărilor aurifere. Aici, arheologii au descoperit locuințe, morminte, unelte pentru minerit, multe inscripții în limba greacă și latină și 25 de table de ceară. Majoritatea din descoperirile arheologice pot fi văzute în Muzeul Mineritului.
Muzeul Mineritului se află în apropierea fostei exploatări miniere. Aici pot fi vizitate fostele galerii romane, formate din tuneluri lungi de zeci de kilometri, pot fi văzute monumente istorice și unelte pentru minerit, găsite de arheologi în ruinele fostului oraș, și construcțiile folosite pentru separarea aurului de piatră, numite „șteampuri”. Acestea erau alimentate de lacuri artificiale de acumulare numite „tăuri”.
Casele vechi din secolele XVIII-XIX (monumente de arhitectură populară).
Monumentul Eroilor Români din Primul Război Mondial. Obeliscul este amplasat în centrul localității și a fost ridicat în anul 1925, în memoria eroilor români căzuți în Primul Război Mondial. Monumentul, cu o înălțime de 4 m, este alcătuit dintr-un postament din beton, pe care se înalță soclul și obeliscul în formă de piramidă, care are în terminație 3 cruci. Împrejmuirea este asigurată de un gard din plasă de sârmă. Pe fațada monumentului se află un înscris comemorativ: „1914-1918/ Închinare lui Dumnezeu/ Cinstire eroilor neamului“.

### Monumente naturale
Pe raza comunei Roșia Montană se află doua situri geologice protejate, declarate monumente ale naturii: Piatra Corbului și Piatra Despicată.
Piatra Corbului se află în sudul comunei la aproximativ o oră de mers, pe versantul sudic al Dealului Cârnic. Rezervația geologică ocupă o suprafață de 5 ha, la altitudini cuprinse între 950 și 1100 m și deține acest statut din anul 1969.Formațiunile ocrotite sunt iviri masive de andezite, ce au luat forma unei cetăți în ruine sau a capului unui corb, de unde și denumirea. Stâncile sunt supuse unui proces intens de modelare și dezagregare. Crestele stâncilor sunt presărate cu ace și turnuri ascuțite și surplombe imense ce indică locurile de unde pe parcursul timpului s-au desprins blocuri imense de rocă. Numeroasele excavații din stâncă indică locurile vechilor galerii romane, astăzi distruse.
În apropierea Pietrei Corbului, între Dealul Cârnic și Dealul Cetății se află altă formațiune geologică protejată, numită Piatra Despicată. Este formată dintr-o stâncă imensă, separată de sol și formată dintr-un tip de rocă nemaiîntâlnit prin acele locuri. Proveniența stâncii este necunoscută. Legenda spune că ar fi fost scăpată acolo de un uriaș ce o transporta pe brațe peste Munții Apuseni cu mii de ani în urmă.
Accesul se poate face din centrul comunei, pe un fost drum industrial.

### Lacuri
Pentru separarea aurului de restul minereului s-au construit mori de apă numite „șteampuri”. Debitul pârâielor ce treceau pe lângă exploatările miniere era prea scăzut, încât pentru punerea în funcțiune a șteampurilor s-au construit mai multe lacuri artificiale numite „lacuri pentru șteampuri” sau „tăuri”. Majoritatea lor mai există și astăzi și nemaifiind utile scopului lor inițial, au fost amenajate pentru piscicultură, agrement și pescuit sportiv.
Tăul Mare este situat aproape de izvoarele văii Roșia, la o altitudine de 930 m. A fost construit în anul 1908 și a primit numele de Tăul Mare datorită întinderii lui pe o suprafață mai mare decât celelalte lacuri.
Tăul Cornei este situat la obârșia văii Corna, afluent direct al râului Abrud, la mică distanță de satul Corna, la altitudinea de 930 m. Tăul Cornei este unul din cele mai frumoase și mai vizitate tăuri din zonă.
Tăul Brazi este situat pe un afluent al văii Roșia, la mică distanță de Tăul Cornei la aceeași altitudine de 930 m. Se spune că lacul ar fi fost construit din ordinul Mariei Tereza. Lacul este înconjurat de o poiană cu vedere spre dealurile din împrejurimi și de o pădurice de brazi, de unde și denumirea.
Tăul Țarinii este cel mai înalt lac din bazinul Roșiei situat la o altitudine de aproape 1000 m în apropiere de Tăul Mare. Lacul este înconjurat de o țarini, de unde și denumirea, și de câteva case împrăștiate prin apropiere. Datorită poziției într-un loc deschis, de pe malurile lacului se deschide o panoramă spre Vârful Vulcan (1263 m) declarat monument al naturii datorită formațiunilor sale carstice.
Alte lacuri din bazinul Roșiei sunt: Tăul Anghel, situat în imediata apropiere de Tăul Brazi la nici 100 m distanță; Tăul Muntari, cel mai vechi și mai mic din zonă; Tăul Gaurari, aflat pe Valea Seliștei un, afluent direct al Abrudelului și Tăul Cartuș aflat puțin mai jos de Tăul Brazi într-o albie îngustă.

### Legende
Roșia Montană este un loc al poveștilor. Printre localnici circulă fel de fel de povești despre morojnițe și vâlve. Morojnițele se cred a fi niște ființe ce după miezul nopții se dau de trei ori peste cap și se transformă într-un animal asemănător cu veverița și care fură laptele de la vaci. Vâlvele se cred a fi niște stafii care pot lua diferite forme și trăiesc în fostele mine și se arată din când în când localnicilor.
Legenda Întemeierii Roșiei spune că aurul a fost descoperit prima dată în zonă de către o femeie pe nume Cotroanța care venea cu caprele pe un deal numit Chernic. Aici a găsit un bulgăre care strălucea la soare și și-a dat seama că e de aur. Una din fostele galerii din apropierea Tăului Mare a primit numele Cotroanța.

## Proiectul minier

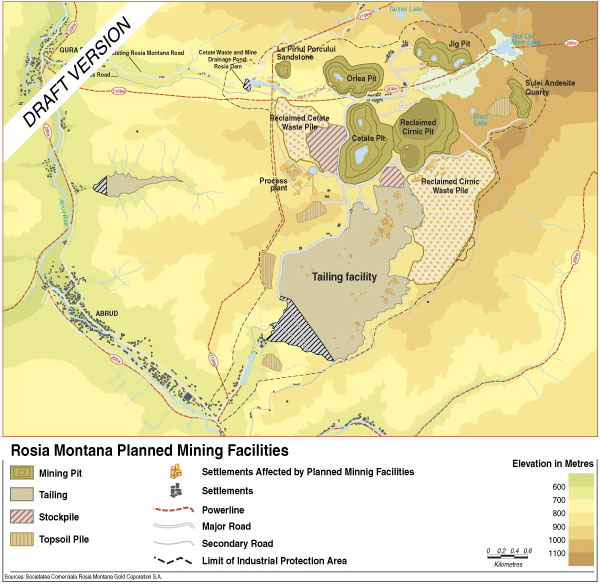
Prezentarea proiectului minier

Numele de Roșia Montană a devenit arhi-cunoscut după ce o companie româno-canadiană, Roșia Montană Gold Corporation (RMGC) a obținut licența de concesiune pentru exploatare nr. 47/ 1999, pentru exploatarea minereurilor de aur și argint din perimetrul Roșia Montană, licență obținută prin transfer de la Minvest SA Deva și nu prin licitație. Licența este valabilă doar pentru exploatarea veche, care a fost închisă în 2006. De altfel autorizația de mediu, emisă pentru Minvest, a expirat în decembrie 2004, dar exploatarea de mici dimensiuni a continuat până în 2006, în condițiile în care licența nr.47/1999 nu a fost anulată.
RMGC este o companie înființată în anul 1997, în județul Alba, în care acționari sunt Gabriel Resources, firmă canadiană și acționar majoritar – cu 80,46% din totalul acțiunilor, compania minieră de stat Minvest Deva - cu 19,31% și alți acționari minoritari – cu 0,23%. Proiectul minier de la Roșia Montană este prevazut a se desfășura pe parcursul a 17 ani, pe o suprafață de 12 km², timp în care se estimează că vor fi extrase aproximativ 300 tone de aur și 1600 tone de argint. Compania nu a primit încă autorizațiile necesare începerii proiectului, în prezent proiectul fiind în curs de evaluare la Ministerul Mediului.
Proiectul Roșia Montană este combătut de o parte a membrilor Academiei Române prin Declarația Academiei Române în legătură cu proiectul de exploatare minieră de la Roșia Montană și Academia de Studii Economice București, în urma unor analize științifice date publicității.

### Impactul asupra mediului
Proiectul constă în deschiderea celei mai mari exploatări aurifere la suprafață, prin cianurare, din Europa care va cuprinde, în Valea Roșia, patru cariere deschise și o uzină de prelucrare cu cianuri a aurului și argintului, iar în Valea Corna un iaz de decantare a substanțelor chimice cu o suprafață de 367 hectare.
Una din principalele temeri cu privire la acest proiect este legată de un posibil accident ecologic asemănător celui de la Baia Mare din anul 2000, când ruperea unui baraj al iazului de decantare a dus la poluarea cu cianură a Tisei și a Dunării, moartea a 1200 tone de pește și contaminarea resurselor de apă a 2 milioane de oameni.
Totuși, experții de la Norwegian Geotechnical Institute (NGI), care au studiat proiectul barajului ce urmează a fi construit la Roșia Montană, au estimat că, dacă se respectă proiectul, barajul Corna poate prezenta siguranță. Riscul poluării apei a fost evaluat - în baza aceleași proiecte ale companiei - de specialiști internaționali, sub coordonarea Prof. Paul Whitehead, de la Centrul de Cercetări al Mediilor Acvatice, Universitatea Reading (Marea Britanie), care au estimat că, în cazul Roșia Montană, riscul producerii poluării accidentale a apei este redus, ca de altfel și riscul poluării transfrontaliere.
În proiect se prevede că pe măsură ce se va încheia activitatea în cele patru cariere de suprafață propuse, acestea vor fi reumplute cu pământ, cu excepția carierei Cetate, care va fi umplută cu apă și transformată într-un lac de agrement. Întreaga zonă va fi plantată cu vegetație. Planurile de închidere și post-închidere a minei au fost gândite astfel încât să se asigure o monitorizare permanentă pe parcursul a 50 de ani după încheierea exploatării, măsură condiționată de asigurarea resurselor bănești absolut necesare și care trebuie avansate sub forma unor garanții sau depozite bancare necesare acoperirii acestor cheltuieli.
O eventuala externalizare a acestor activități de închidere și post - închidere a proiectului minier (denumit impropriu minier întrucât tehnologic avem un proiect mai degrabă industrial, specific industriei materialelor de construcții și industriei chimice) poate compromite proiectul prezentat, firmele găsind multe „portițe legale”, inclusiv intrarea în faliment pentru „a nu arunca bani” cu refacerea mediului. Constituirea unui depozit bancar sau alte instrumente de garanții certe pentru finanțarea activităților de închidere și post-închidere pentru întreaga durata de 50 ani ar înlătura acest risc, însă istoricul acestui proiect ne arată că instituțiile statului român sunt mai puțin meticuloase.
Proiectul de la Roșia Montană a iscat multe divergențe în ceea ce privește problemele de mediu și utilizarea tehnologiei pe bază de cianură. Mai multe ONG-uri au ridicat problema potrivit căreia Parlamentul European interzice tehnologiile de extracție pe bază de cianură, Comisia Europeană fiind însă cea care decide în privința legislației. Poziția oficială a Comisiei Europene privind tehnologia pe bază de cianură - privind exploatările deja existente și nu pe cele viitoare - este prezentată într-o declarație din iulie 2010 a comisarului pentru mediu Janez Potocnik în care acesta afirmă că „interzicerea totală a cianurii în activitățile miniere nu este justificată din punctul de vedere al mediului și al sănătății”. De asemenea, el menționează că legislația existentă cu privire la managementul deșeurilor extractive (Directiva 2006/21/EC) include cerințe precise și stricte, care asigură un nivel de siguranță pentru managementul deșeurilor provenite de la exploatările miniere.

### Impactul asupra economiei locale
Roșia Montană Gold Corporation a achiziționat, începând din 2002, 78% din cele 794 de gospodării aflate în zona de impact a proiectului. Din aceste 794 de gospodării, 143 au fost case nelocuite, 150 de familii au acceptat sa fie strămutate, iar 501 familii urmează să fie mutate pe un alt amplasament numit Piatra Albă, aflat la circa 5 km. de sat. Valoarea totală a investiției în achiziția de proprietăți se ridică la peste 71 de milioane de dolari. Aceste achiziții discutabile - ce nu fac obiectul de activitate al companiei RMGC - au fost făcute în condițiile în care documentația proiectului minier era în fază incipientă, proiectul de exploatare minieră la suprafață, prin cianurare nefiind aprobat nici în prezent datorită riscului distrugerii pe termen lung a mediului generată tehnologic de uriașul lac de decantare cu cianuri (prevăzut a se întinde pe o suprafață de aproape 400 hectare). Cumpărarea doar parțială a proprietăților din zona de exploatare creează greutăți serioase companiei RMGC deoarece aprobarea proiectului și implicit activitatea de exploatare nu poate începe fără acceptul tuturor proprietarilor de teren, ale căror drepturi sunt apărate atât de legislația românească cât și de cea europeană. În cazul unor aprobări abuzive din partea instituțiilor statului român („la limita legii”) există riscul antrenării statului român în litigii interminabile, cu costuri ridicate (ce pot fi imputabile persoanelor vinovate sau suportate de contribuabilul român). Conform estimărilor discutabile ale companiei, proiectul va crea peste 2300 de locuri de muncă în faza de început a lucrărilor de descopertare și peste 800 de locuri de muncă permanente după ce proiectul va deveni operațional. Așa cum se spune în comunicatul Academiei Romane, exploatarea proiectată nu reprezintă o soluție de dezvoltare durabilă, pe termen lung, problemele sociale și economice ale zonei rămânând nerezolvate sau agravându-se după această perioadă. În același comunicat, referitor la locurile de munca create în perioada operațională a exploatării acestea sunt estimate de Academia Româna la circa 300, număr nesemnificativ în raport cu nevoile locale, care ar cere o soluție de durată, bazată pe resurse regenerabile.
Pe de altă parte, un studiu al experților britanici de la Oxford Policy Management - o societate cu responsabilitate limitată cu sediul în orașul Oxford (UK), specializată în consultanță asupra proiectelor economice implementate în țări aflate în curs de dezvoltare - estimează că proiectul minier de la Roșia Montană ar putea avea o contribuție potențială de 19 miliarde USD la PIB-ul României, prin prisma efectului de multiplicare generat de proiect pe întreaga sa durată de viață - 2 miliarde de dolari investiția inițială, 7,5 miliarde de dolari prin vânzări de aur, 2,25 de miliarde prin cheltuieli cu bunuri, servicii și forță de muncă, 1,75 miliarde venituri la bugetul de stat prin plata impozitelor, iar alte 6 miliarde de dolari contribuție cumulate la PIB.
Evaluarea economică a proiectului făcută de profesorii de la Academia de Științe Economice București și dată publicității apreciază un câștig nesemnificativ din partea statului român , raportat la riscurile asumate pe termen lung. ASE București prezintă 24 argumente, fundamentate științific și care impun oprirea acestui proiect, apreciat ca fiind în mod vădit, dezavantajos pentru statul roman și în contradicție cu unele prevederi din legislația româna și cea europeană. (Textul declarației a fost adoptat în cadrul adunării generale a membrilor Academiei Române din ziua de 16 iulie 2004.)

### Impactul asupra sitului arheologic
Istoria de 2000 de ani de minerit a Roșiei Montane a avut ca rezultat apariția unor cariere și a unor vaste zone subterane înțesate de galerii nesigure, care în prezent sunt blocate și nu pot fi vizitate de publicul larg din cauza lipsei de siguranță. Moștenirea culturală din Roșia Montană nu a fost cercetată sistematic până în anul 2000, când a fost demarat unul din cele mai mari programe de cercetare arheologică de salvare din România – programul „Alburnus Maior”, coordonat de muzeul Național de Istorie a României și finanțat în întregime de compania minieră care propune proiectul Roșia Montană. În urma programului, au fost delimitate zone protejate cu obiective arheologice și arhitecturale conservate in situ. De asemenea, s-au stabilit zonele descărcate de sarcină arheologică pentru redarea lor în circuitul economic.

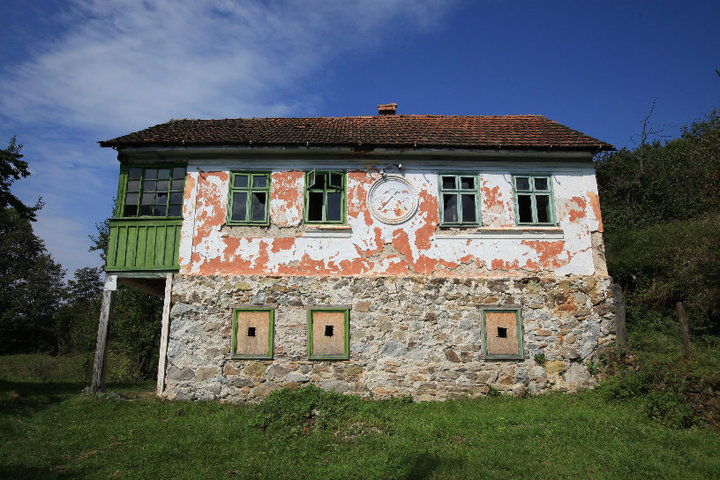
Casele monument istoric de la Roșia Montană, într-o avansată stare de degradare

Centrul istoric al comunei este declarat zonă protejată și nu va fi afectat de exploatarea minieră. Aici, 35 de case monument istoric și trei biserici urmează să fie restaurate odată cu demararea proiectului minier. În 2010 a fost finalizată restaurarea primei case din Centrul Istoric, care în prezent adăpostește expoziția de istorie a mineritului „Aurul Apusenilor”. În momentul de față, cea mai mare parte a caselor monument istoric sunt într-o stare avansată de degradare, instabile și imposibil de folosit.
În prezent, Roșia Montană nu dispune de condițiile de bază pentru practicarea turismului la standarde europene – rețeaua de canalizare este restrânsă, iar accesul spre frumusețile naturale ale zonei este dificil.
Proiectul Roșia Montană Gold Corporation (RMGC) este „tipic pentru operațiile imediate care compromit definitiv dezvoltarea de largă perspectivă a zonei” și „echivalează cu radierea unei părți notabile din suprafața unui județ și a două milenii de istorie”, a susținut Uniunea Arhitecților din România (UAR), într-o poziție oficială exprimată în 26 noiembrie 2010.
Un studiu recent realizat de arhitectul britanic Dennis Rodwell, expert Unesco, arată că propunerea de a include Roșia Montană pe lista tentativă a UNESCO are “deficiențe majore”, în condițiile în care inițiativa nu este susținută de localnici, iar acordul comunității este un criteriu esențial în procedura de listare.

### Impactul asupra populației

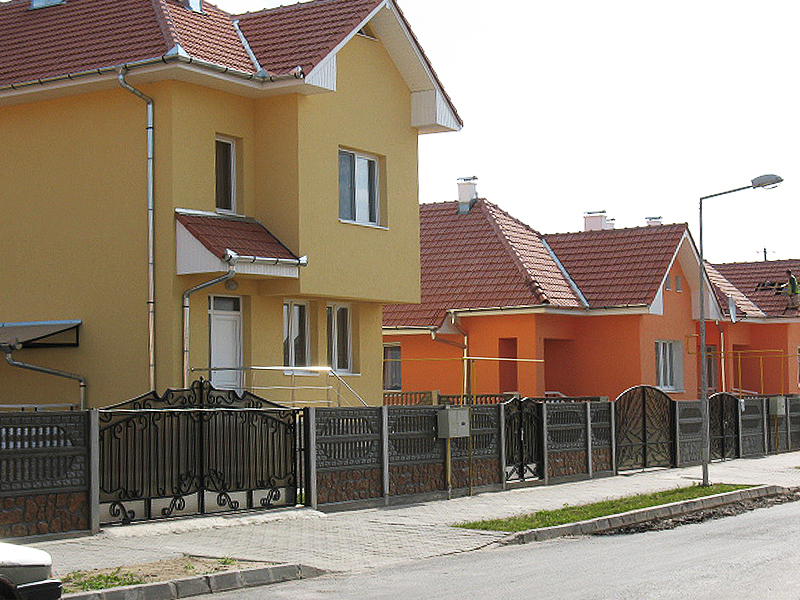
Cartierul Recea din Alba Iulia, construit de compania RMGC pentru roșienii care au acceptat strămutarea din satul natal în vederea extinderii zonei de exploatare auriferă

Zona propusă pentru dezvoltarea proiectului minier reprezintă aproximativ 25% din teritoriul comunei Roșia Montană și implică strămutarea sau relocarea familiilor situate în zona industrială a proiectului, inclusiv a bisericilor și cimitirelor. 
În urma consultărilor cu comunitatea, compania a propus locuitorilor satului Roșia Montană două soluții cu privire la amplasarea zonelor de strămutare, pentru extinderea zonei de exploatare pe o suprafață cât mai mare din actualul perimetru al comunei. O parte din locuitori și-au exprimat dorința fermă de a nu pleca din comună și ca atare nu vor să-și vândă companiei proprietățile, indiferent ce ofertă primesc, în timp ce alți locuitori au decis sa părăsească satul, dar pe un alt amplasament din zonă pentru a beneficia de oportunitățile pe care le va oferi mineritul la suprafață (în fond o activitate industrială) respectiv posibilitatea, prin avantajele oferite de companie, de a se muta definitiv din Roșia Montană, la oraș. Compania oferă, în condiții avantajoase, locuințe în Alba Iulia, în cartierul Recea, respectiv la circa cinci kilometri de Roșia Montană, în locul numit Piatra Albă.
Cartierul Recea din Alba Iulia a fost finalizat și inaugurat în mai 2009, iar până în prezent 125 de familii au acceptat să se mute în casele din noul amplasament.
Distrugerea comunității Roșia Montană, veche de peste 2000 ani, prin strămutarea unei părți a populației, demolarea de clădiri (unele având calitatea de monument istoric), biserici, mutarea de cimitire și alte acțiuni similare este inacceptabilă pentru o societate civilizată se spune într-o declarație a Academiei Române.

#### Piatra Albă

Proiectul satului Piatra Albă

Piatra Albă este un proiect al firmei RMGC Roșia Montană. Situat la mai puțin de 5 kilometri de centrul actual al satului Roșia Montană, proiectul urmărește să asigure o nouă așezare pentru locuitorii acestei zone, aceștia fiind încurajați de companie să-și părăsească zona de locuit, inclusiv mutarea cimitirelor și bisericilor pentru extinderea zonei de exploatare a zăcământului aurifer.
Noua localitate este prevăzut a se dezvolta pe o suprafață de aproape 60 de hectare, în prima etapă, cu posibilitate de a se extinde. Proiectul companiei cuprinde construcții noi, cum ar fi: primărie, biserică, dispensar, farmacie, poliție, poștă, bancă, centru cultural, muzeu, pavilion deschis, pavilion deschis-piață comercială, școală primară, gimnaziu, grădiniță, creșă, hotel, cafenea, magazin mixt, magazin sătesc, locuințe colective, locuințe unifamiliale, zonă târg, acces parcare subterană, piață și alei pietonale, sală de sport, teren de fotbal, loc de joacă, patinoar, pârtie de sanie, parc, han, stație de transport în comun, benzinărie, parcare supraterană, iaz artificial, drum de acces pentru zona rezidențială centrală, drum de acces pentru școală și grădiniță. Toate aceste construcții promise, parte specifice activităților de turism montan, dacă vor fi realizate, vor majora costurile de exploatare ale companiei, existând posibilitatea legală de recuperare a „investiției” de la statul român. Dacă Proiectul de minerit Roșia Montană va fi aprobat atunci noua localitate va fi prima afectată de operațiile tehnologice generatoare de zgomot („pușcare” și concasare), praf (transport minereu dislocat și concasarea acestuia), elemente toxice (cianuri, steril), etc. De asemenea, deshumarea morților și „strămutarea” acestora, a cimitirelor și bisericilor va afecta latura morală și spirituală a locuitorilor, acesta fiind și motivul pentru care Biserica se opune  cu înverșunare acestei strămutări, impusă de tipul de exploatare a aurului, la suprafață și prin cianurare.

### Reacția publică
În anul 2005 guvernul canadian a anunțat că susține proiectul Gabriel Resources în timp ce ministrul mediului din Ungaria, Miklós Persányi, a anunțat că guvernul ungar se opune proiectului (au existat speculații că poziția ministrului este determinată de miliardarul de origine maghiară George Soros, căruia proiectul îi amenință poziția de important deținător de aur). În ceea ce privește poziția Guvernului României, Adriean Videanu, fostul ministru al Economiei, a declarat la sfârșitul anului 2009: „Vrem să includem în Programul de Guvernare demararea cât mai rapidă a proiectului Roșia Montană pentru ca piața aurului favorizează asemenea proiecte”.
Academia Română, Academia de Studii Economice București, Biserica Ortodoxă, Biserica Catolică și Biserica Unitariană și-au exprimat opoziția categorică față de proiectul minier. De altfel, din punct de vedere tehnologic nici nu putem vorbi de un „proiect minier” ci mai degrabă asistăm la un proiect industrial - apropiat industriei materialelor de construcții - întrucât operația de extragere a minereului aurifer nu se face prin metode clasice de către mineri ci direct, la suprafață, prin dislocarea (așa numita operație de „pușcare”) muntelui, urmată de transportul și concasarea minereului aurifer și separarea aurului - prin cianurare - în recipiente speciale. Fluxul tehnologic menționat mai sus a obligat și obligă compania canadiană să cumpere cât mai multe proprietăți și să asigure „facilități” celor interesați să părăsească zona pentru a nu întâmpina opoziția firească a locuitorilor generată de însăși tehnologia de lucru. Pe fundalul unui război de declarații pro și contra proiect, nu lipsită de importanță este și părerea localnicilor din Roșia Montană. Aceștia s-au constituit în mai multe ONG-uri(susținute financiar de RMGC) ce susțin demararea proiectului de la Roșia Montană pentru o dezvoltare sustenabilă a regiunii. Există, la nivel local, și o puternică opoziție, care prezintă o analiză sistemică a efectelor exploatării aurului prin cianurare, apreciindu-se că lichidarea integrală a resurselor aurifere într-un termen atât de scurt nu constituie o alternativă viabilă de dezvoltare, optând pentru extragerea minereului aurifer prin metode clasice și conservarea patrimoniul cultural și natural al zonei. De altfel sunt nedumeriți ce se va întâmpla cu zona Roșia Montană și locuitorii acesteia după extragerea și lichidarea întregului minereu de aur, argint și alte metale prețioase din zonă. Pe de altă parte, 21 organizații, instituții, sindicate și 11 primari, și-au afirmat sprijinul sentimental pentru proiectul Roșia Montană printr-o scrisoare deschisă, trimisă pe 18 ianuarie 2010 Președintelui României, Primului-ministru, ministrului Mediului și Pădurilor, Ministrului Economiei și Parlamentului. Printr-o altă scrisoare deschisă trimisă actualului ministru al culturii, Kelemen Hunor, la data de 21 iulie 2010 o facțiune locală, care încearcă să se substituie întregii comunități din Roșia Montană și zonele adiacente se declară, fără justificări, împotriva includerii localității în patrimoniul UNESCO. Ministrul Culturii Kelemen Hunor a eliberat în mai 2011 un certificat de descărcare arheologică a masivului Cârnic, act a cărui legalitate este disputată în urma anulării definitive și irevocabile de către instanță în anul 2004 a altui certificat eliberat de ministrul culturii de atunci, Răzvan Theodorescu. Numărul opozanților informați ai proiectului minier este, însă, mult mai mare incluzând specialiști de marcă din domeniul minier care contestă studiile de impact ecologic ale utilizării tehnologiei de cianurare
Actrița și militanta ecologistă britanică Vanessa Redgrave și-a exprimat dezaprobarea cu privire la proiectul minier în timpul discursului său cu ocazia decernării premiului pentru întreaga carieră la Festivalul Internațional de Film Transilvania 2006.
În iunie 2012 actorii Maia Morgenstern și Dragoș Bucur apar fiecare într-un spot în care sprijină campania "Salvați Roșia Montană".

## FânFest

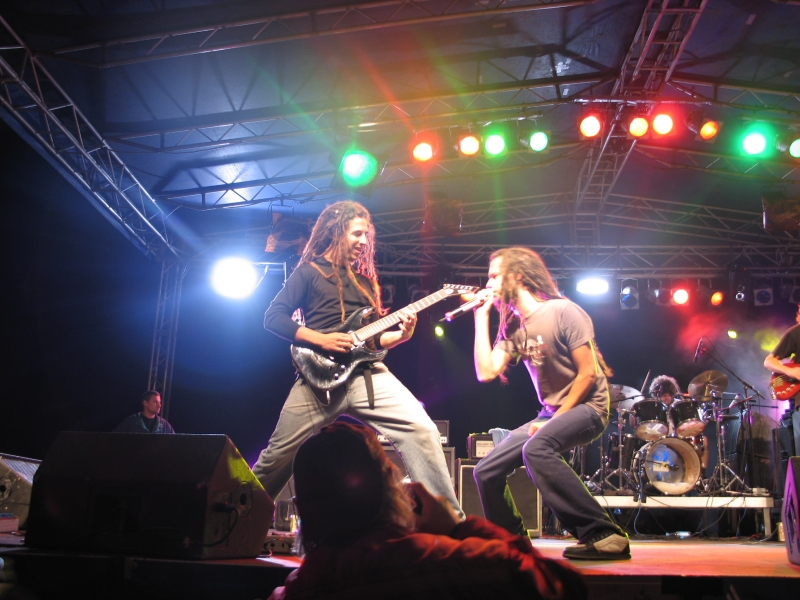
Scena principală Fânfest 2006

Festivalul FânFest este un eveniment ce promovează valorile zonei: tradiții, ecoturism, ecologie, patrimoniul cultural. În cadrul acestui festival vin anual mai multe formații și interpreți din România și străinătate, printre care Ada Milea, Sarmalele Reci, Luna Amară, Shukar Collective, Timpuri Noi, Vița de Vie, Zdob și Zdub, având o audiență cuprinsă între 5000 și 10000 de participanți cu un maxim de 15.000 participanți in 2006.

## Ziua Minerului

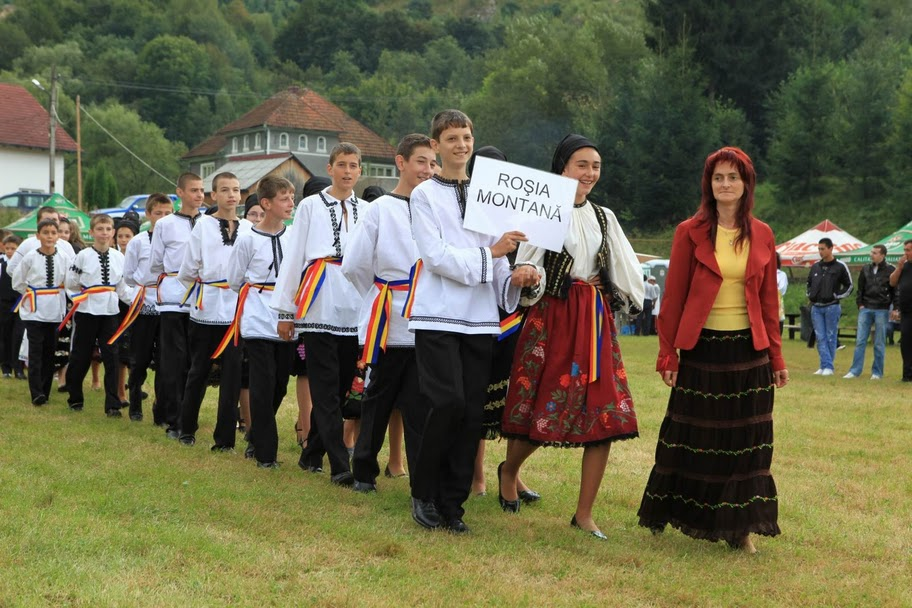
Festivalul Comunităților Miniere și al Tradițiilor Minerești, Ziua Minerului 2009

Ziua Minerului este cea mai importantă sărbătoare a comunității miniere din Roșia Montană, fiind marcată în fiecare an în ultimul weekend din august. Cu această ocazie sunt organizate petreceri câmpenești, concursuri sportive, competiții cu specific mineresc, concerte de muzică, dansuri populare.
Evenimentul încercă să readucă la viață valorile, simbolurile și tradițiile mineritului din Munții Apuseni prin implicarea întregii comunități în acest festival. La ediția din 2009, comunitatea din Roșia Montană a intrat în Cartea Recordurilor pentru cei mai mulți oameni care caută simultan aur cu șaitrocul.
Tot atunci a avut loc prima ediție a „Festivalului Comunităților Miniere și al Tradițiilor Minerești”, când 10 comunități din județele Alba, Hunedoara și Bihor și-au prezentat tradițiile și obiceiurile minerești, prin expoziții de carte și de fotografie, tablouri și obiecte minerești organizate pe epoci, amenajarea unui șteamp la dimensiuni reale și recitaluri susținute de Corul Minerilor din Roșia Montană și fanfara Consiliului Județean.
În 2010, peste 5000 de persoane au sărbătorit Ziua Minerului la Roșia Montană. Evenimentul, susținut puternic de compania canadiană Roșia Montană Gold Corporation, a fost marcat printr-un mini-campionat de fotbal, muzică de fanfară, statui vii reprezentând personaje din Roma Antică, o demonstrație de lupte dintre daci și romani și parade de costume populare.

## Obiective istorice
- Biserica romano-catolică
- Biserica Adormirea Maicii Domnului
- Casa parohială ortodoxă

## Personalități
- Simion Balint, (1810 - 1880), revoluționar român, luptă alături de Avram Iancu ca prefect al Legiunii Arieșului. Preot capelan în Roșia Montană; bunicul folcloristului Enea Hodoș.
- Enea Hodoș, (1858 - 1945), folclorist, scriitor, membru corespondent al Academiei Române din 1904.
- Alexandru Hodoș, (1863 - 1929), scriitor.
- Ioan Mihețiu, (1946 - 2015), medic, senator
- Pompiliu Ciobanu (1878 - 1962), deputat în Marea Adunare Națională de la Alba Iulia 1918

## Roșia Montană în filme și documentare
- Nunta de piatră, (1973)
- Flăcări pe comori, (1988)
- Film documentar: Roșia Montană, Prețul aurului, (2004).[50] Participă Ionel Haiduc, președintele Academiei Române; Ioan Piso, director al Muzeului Național de Istorie a Transilvaniei din Cluj-Napoca; Ștefan Răgălie, directorul general al Departamentului de Economie Industrială al Academiei Române; Corina Borș, arheolog etc.
- Film documentar: Noul Eldorado (titlul original Új Eldorádó), producție Ungaria (2004)
- Interviu din 2011 cu Aurel Sîntimbrean „Despre Roșia Montană“ cu Eugenia Vodă la emisiunea Profesioniștii - TVR1 [51]
- În iunie 2012 Maia Morgenstern apare într-un spot în care sprijină campania Roșia Montană.[41][42]
- Film documentar: Roșia Montană, un loc la marginea prăpastiei, coproducție Germania-România, (titlul original Rosia Montana, Town on the Brink) un film de Fabian Daub[52], prezintă lupta îndelungată dusă de oameni într-o comuna adânc divizată, unde falia dintre oponenții și suporterii proiectului minier desparte chiar și familii. Premierea în Germania are loc în septembrie 2012[53][54] iar în România în octombrie 2012 la Festivalul Astra Film din Sibiu[55][56][57] unde a fost primit cu aplauze la scena deschisă.[58] A primit "Premiul special acordat documentarului românesc" oferit de revista Formula AS.[59][60]
- În mai 2013, în cadrul emisiunii "Exclusiv în România", prezentată de Cristian Tabără se prezintă "Galeria romană de exploatare a aurului de la Roșia Montană - UNICAT MONDIAL, singura în lume perfect conservată și vizitabilă" [61]